# オフィスキラー
『オフィスキラー』（原題：OFFICE KILLER）は、アメリカ合衆国のサイコ・ホラー映画。

## あらすじ
リストラを通告されたさえないOLのドリーンは、あるとき上司を誤って感電死させ、自宅の地下室にその死体を隠すことにした。
それ以降、以来彼女は上司や同僚らをどんどん殺しては、地下室にコレクションとして飾っていき、しまいには偶然彼女に近づいた子どもも犠牲となった。
ところで、ドリーンには子どものころ、故意に交通事故を引きおこして父を死なせ、母親を半身不随にした過去があった。娘と同居していた母親は、そのコレクションには気づかないまま死を迎える。
やがて、ドリーンは編集アシスタントのキムを狙うも失敗に終わり、警察に通報されてしまう。
ドリーンは警察が来る前に自宅に火をつけ、別の就職先へと向かう。

## キャスト
※括弧内は日本語吹き替え
- ドリーン - キャロル・ケイン（矢野陽子）
- キム - モリー・リングウォルド（雨蘭咲木子）
- ノラ - ジーン・トリプルホーン（土井美加）
- バージニア - バルバラ・スコヴァ（大橋芳枝）
- ゲイリー - マイケル・インペリオリ（遠近孝一）
- ランドー主任 - マイク・ホッジ（楠見尚己）
- カルロッタ - アリス・ドラモンド（鈴木れい子）
- ナオミ - リンダ・パウエル（岡本嘉子）